# 정재헌 (1974년)
정재헌(鄭載憲, 1974년 6월 1일 ~ )은 대한민국의 양궁 선수이다.

## 학력
- 대구송현초등학교
- 대서중학교
- 경북고등학교

## 생애
1991년 세계선수권대회 단체전 금메달, 개인전 동메달. 1992년 바르셀로나 올림픽 남자 개인전 은메달. 단체전 5위. 2005년 유럽 실내 양궁선수권대회 리커브 개인전 120점(만점) 우승.

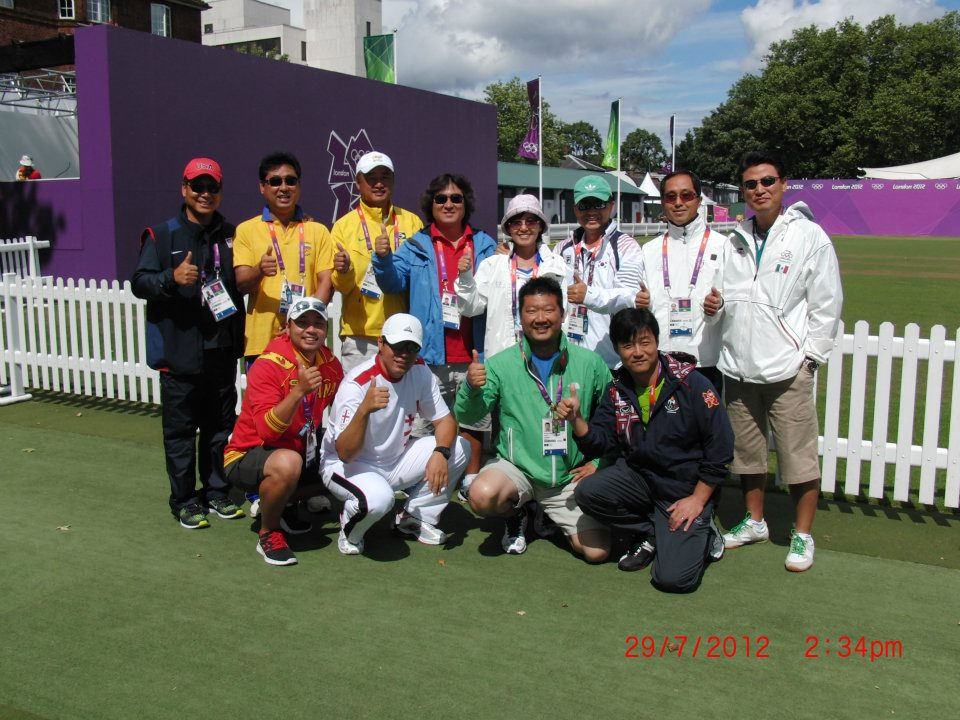
2012 런던 올림픽 코치들